# Yadira Caraveo
Yadira Caraveo, född 23 december 1980 i Denver i Colorado, är en amerikansk politiker (demokrat). Hon var ledamot av USA:s representanthus 2023–2025.
I mellanårsvalet i USA 2022 besegrade Caraveo republikanen Barbara Kirkmeyer och två övriga kandidater. Två år senare kandiderade hon till omval men förlorade mot republikanen Gabe Evans.